# Paradise, Hawaiian Style (álbum)
Paradise, Hawaiian Style es el vigésimo sexto álbum de estudio del músico y cantante estadounidense Elvis Presley, publicado por la compañía discográfica RCA Victor en junio de 1966. El álbum, que sirvió como banda sonora de la película homónima, fue grabado en los Radio Recorders de Hollywood, California los días 26 y 27 de julio y 2 de agosto de 1965.  Alcanzó el puesto quince en la lista estadounidense Billboard 200'.

## Contenido
Presley se encontró en 1965 grabando bandas sonoras para películas a estrenar un año después, en contraposición con grabaciones como Elvis Is Back! donde el tiempo entre la última sesión y la publicación del álbum era menos de una semana. Mientras trabajaba en Paradise, Hawaiian Style, su película más reciente en los teatros era Tickle Me, y Presley había completado otras tres películas desde entonces. 
Ningún disco sencillo fue extraído del álbum para ser vendido por separado en ese entonces. Diez canciones fueron grabadas en las sesiones de Paradise, Hawaiian Style, pero solo nueve fueron incluidas en el largometraje. «Sand Castles», la canción omitida, fue incluida en la banda sonora para aumentar la duración del álbum. Las ventas del álbum fueron inferiores a las 250 000 unidades, no igualando el éxito de trabajos anteriores de Presley.
No obstante que el álbum no fue en su momento uno de los más populares, este logró figurar entre los primeros puestos del Billboard 200 y acorde a los parámetros de medición de la RIAA obtuvo la premiación de disco de oro.  Ese mismo año Presley consiguió obtener un puesto diecinueve con un disco sencillo «Love Letters», publicado en junio de 1966.
Años más tarde el tema principal de la banda sonora "Paradise Hawaiian Style" sería incluido en las imágenes fílmicas de Elvis arribando a Hawái en 1973 para su concierto Aloha from Hawaii vía satélite.

## Lista de canciones
| Cara A |                                             |                                        |          |  |
| N.º    | Título                                      | Escritor(es)                           | Duración |  |
| 1.     | «Paradise, Hawaiian Style»                  | Bill Giant, Bernie Baum, Florence Kaye | 2:39     |  |
| 2.     | «Queenie Wahine's Papaya»                   | Bill Giant, Bernie Baum, Florence Kaye | 1:35     |  |
| 3.     | «Scratch My Back (Then I'll Scratch Yours)» | Bill Giant, Bernie Baum, Florence Kaye | 2:16     |  |
| 4.     | «Drums Of The Islands»                      | Sid Tepper, Roy C. Bennett             | 2:34     |  |
| 5.     | «Datin'»                                    | Fred Wise, Randy Starr                 | 1:23     |  |

| Cara B |                      |                                        |          |  |
| N.º    | Título               | Escritor(es)                           | Duración |  |
| 1.     | «A Dog's Life»       | Ben Weisman and Sid Wayne              | 1:59     |  |
| 2.     | «House of Sand»      | Bill Giant, Bernie Baum, Florence Kaye | 2:04     |  |
| 3.     | «Stop Where You Are» | Bill Giant, Bernie Baum, Florence Kaye | 2:06     |  |
| 4.     | «This Is My Heaven»  | Bill Giant, Bernie Baum, Florence Kaye | 2:36     |  |
| 5.     | «Sand Castles»       | David Hess, Herb Goldberg              | 2:58     |  |

## Personal
- Elvis Presley – voz
- The Jordanaires – coros
- The Mello Men – coros (en "Drums Of The Islands")
- Bernal Lewis – pedal steel guitar
- Scotty Moore, Barney Kessel – guitarra eléctrica
- Charlie McCoy – guitarra acústica
- Howard Roberts, Allan Hendrickson – guitarra eléctrica ("Sand Castles")
- Larry Muhoberac – piano
- Ray Siegel – contrabajo
- Keith Mitchell – bajo ("Sand Castles")
- D.J. Fontana, Hal Blaine, Milt Holland – batería
- Victor Feldman – batería ("Sand Castles")

## Posición en listas
| País           | Lista                | Posición |
| -------------- | -------------------- | -------- |
| Estados Unidos | Billboard Pop Albums | 15       |